# 戈特利布·威爾海姆·萊特納

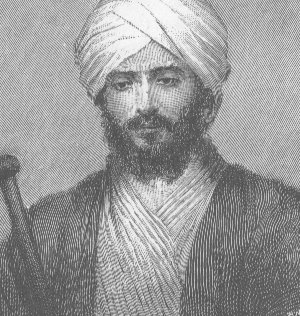
26歲的萊特納在探索達迪斯坦時，身著當地服裝的畫像

戈特利布·威爾海姆·萊特納 （Gottlieb Wilhelm Leitner﹔1840 年 10 月 14 日－1899 年 3 月 22 日），又名戈特利布·威廉·萊特納（Gottlieb William Leitner），是一名英國東方學的學者。

## 早年生活和教育
1840年10月14日，戈特利布·威爾海姆·萊特納博士出生於匈牙利佩斯的一個犹太人家庭。他的母親名為瑪麗·亨利埃特·赫茲伯格（Marie Henriette Herzberg），其生父利奧波德·沙菲爾（Leopold Saphir）在戈特利布相當年輕時便去世了，戈特利布的母親隨後與約翰·莫里茨·萊特納（Johann Moritz Leitner）再婚。戈特利布與他的妹妹伊麗莎白（Elisabeth，英國政治家里奧·艾默里的母親）此後改隨繼父的姓氏萊特納。
小時候，萊特納已展現出非凡的語言能力。8歲那年，他前往君士坦丁堡學習阿拉伯语和土耳其语，10歲時，他已精通土耳其語、阿拉伯語和大多數的歐洲語言。萊特納在他15歲那年被任命為英國在克里米亚軍需處的口譯員，同時擁有上校的軍銜。當克里米亚战争結束後，萊特納希望能成為一名牧師，為此他啟程前往伦敦国王学院留學。
據相關記載，萊特納在他訪問穆斯林國家期間，替自己取了一個穆斯林名字阿布杜爾·拉希德·薩亞赫（Abdur Rasheed Sayyah），在阿拉伯語中「薩亞赫」意為旅行者。
作為一名语言学家，據說萊特納熟悉大約五十種語言，其中許多語言他說得非常流利。19歲時，他成為了阿拉伯語、土耳其語和现代希腊语的講師，萊特納23歲時那年，被倫敦國王學院聘任為阿拉伯語以及穆斯林法的教授。
三年後，也就是在1864年的某個時間點，萊特納成為拉合爾政府學院大學（當時歸英属印度诸省管轄，今屬巴基斯坦）的校長。萊特納在1882年旁遮普大学創立的過程中貢獻良多。他創辦了許多學校、文學協會、公共圖書館和學術期刊，同時致力於研究印度次大陸的文化。在此期間，他在當時旁遮普阿姆利则地區學校督察，同時也是烏爾都語穆斯林學者毛爾維·卡里姆德丁（Maulvi Karim-ud-Din）的幫助下，萊特納使用乌尔都语寫了一本分為上下兩卷關於伊斯兰教历史的學術與綜合性書籍。這兩卷書後來分別於1871年和1876年出版。隨著《1876年皇室名銜法令》的通過，該法令宣布維多利亞女王同時兼任印度女皇，萊特納教授為此創造了凱薩罕德（Kaysar-i-Hind）的稱號，作為女王的新官方頭銜。
萊特納在1886年從印度高等文官的行列中退休。

## 返回歐洲與逝世

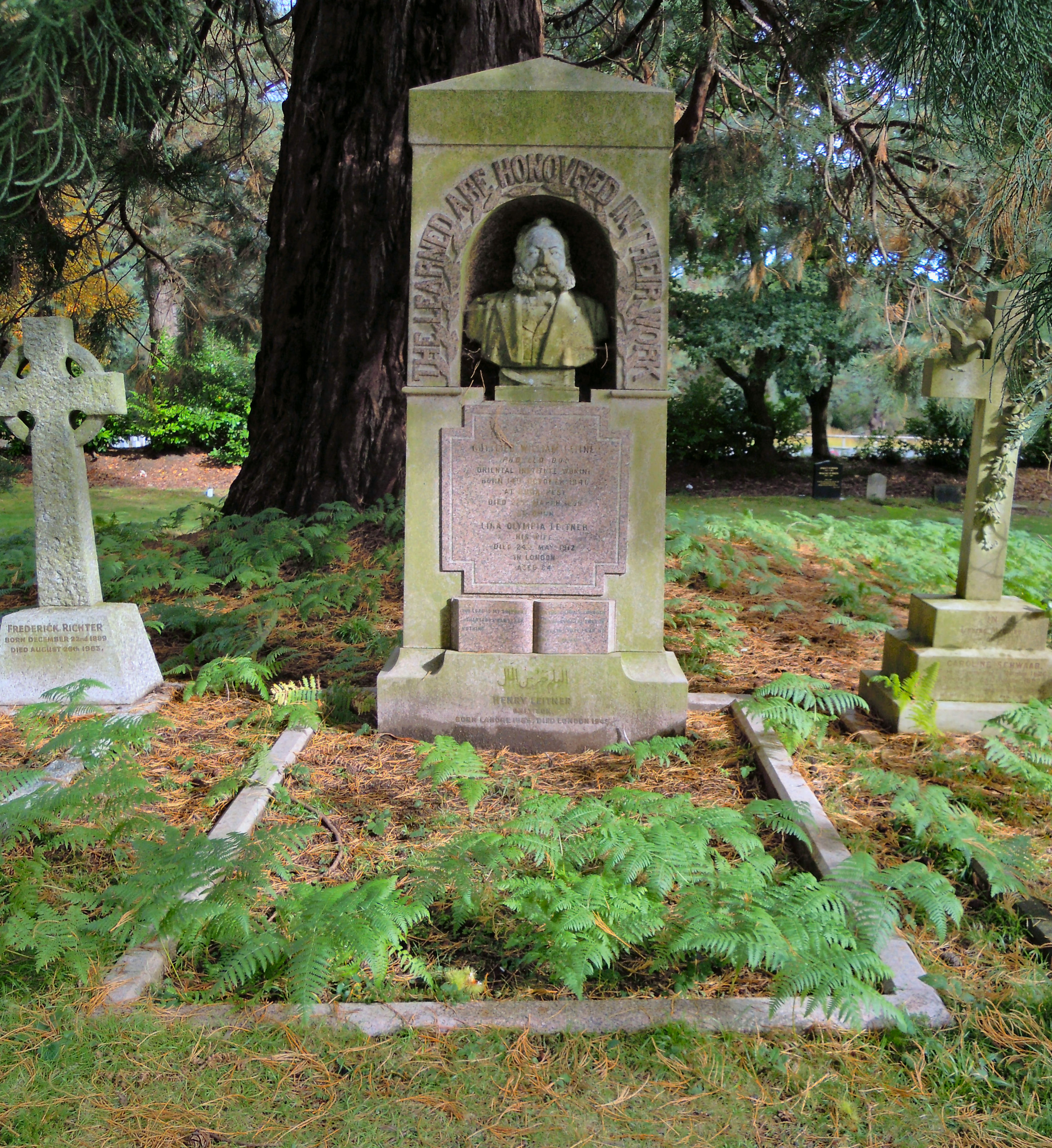
萊特納博士的長眠處

萊特納於1870年代後期回到歐洲，前往德國的海德堡大学深造，並先後為奥地利、普魯士和英國政府工作。萊特納渴望能在歐洲建立了一個專門研究東方語言、文化和歷史的中心，他於1881年返回英格兰後，便開始為自己構想中的機構尋找一處合適的地點，並在1883年於沃金找到當時空置中的皇家戲劇學院，該座建築非常適合用來實現萊特納的目標。
為了穆斯林學生的利益，萊特納託人修建了一座清真寺。這座沙賈汗清真寺始建於1889年，它是西歐最早的清真寺之一，同時也是英國第一座特別建造的清真寺，且留存至今。該清真寺的建築樣式為印度－撒拉森風格，並以博帕尔土邦的蘇丹沙賈汗·貝古姆（1868年－1901年）的名字來命名。
沙賈汗·貝古姆不僅大筆捐款資助清真寺的建設，同樣也為了幫助位在阿里格尔的「穆罕默德盎格魯東方學院」建校而慷慨解囊，該學院日後逐步發展成為阿里格爾穆斯林大學。
萊特納博士於1899年3月22日去世後，被埋葬在鄰近沃金的布魯克伍德公墓裡。

## 主要作品
- On the Sciences of language and of ethnography, with general reference to the language and customs of the people of Hanza: A report of an extempore address. (nach 1856).
- Introduction to a philosophical Grammar of Arabic: Being an attempt to discover a few simple principles in Arabic Grammar. Reprinted and slightly enlarged from the "Panjab Educational Magazine", Lahore 1871
- The Sinin-i-Islam; The races of Turkey; History of Dardistan, songs, legends etc.; Graeco-budhistic discoveries; History of indigenous education in the Panjab since annexation.
- A lecture on the races of Turkey, both of Europe and of Asia, and the state of their education: being, principally, a contribution to Muhammadan education. Lahore 1871.
- A detailed analysis of Abdul Ghafur's dictionary of the terms used by criminal tribes in the Panjab. Lahore 1880.
- History of indigenous education in the Punjab since annexation and in 1882. Calcutta 1882. Reprint Delhi: Amar Prakashan, 1982.
- The Kunza and Nagyr handbook being an introduction to a Knowledge of the language. Calcutta 1889.
- Dardistan in 1866, 1886 and 1893: being an account of the history, religions, customs, legends, fables, and songs of Gilgit, Chilas, Kandia (Gabrial), Yasin, Chitral, Hunza, Aagyr, and other parts of the Hindukush, Reprint der Ausgabe Woking, Oriental Univ. Inst., 1893, New Delhi: Bhavana Books & Prints, 2001 ISBN 81-86505-49-0
- Dardistan in 1866, 1886 and 1893 : being an account of the history, religions, customs, legends, fables and songs of Gilgit Chilas, Kandia (Gabrial) Yasin, Chitral, Hunza, Nagyr and other parts of the Hindukush; as also a suppl. to the 2. ed. of The Hunza and Nagyr handbook and an epitome of p. 3 of the author's "The languages and races of Dardistan".  Reprint of the edition 1889, Karachi: Indus Publ., 1985.

## 外部連結
本条目包含来自公有领域出版物的文本: Chisholm, Hugh (编). .  16 (第11版). London: Cambridge University Press: 404. 1911.
- Jewish Encyclopedia （页面存档备份，存于）
- http://www.wokingmuslim.org/pers/dr_leitner.htm （页面存档备份，存于）